# Loxosomella hispida
Loxosomella hispida är en bägardjursart som beskrevs av Ernst Marcus 1968. Loxosomella hispida ingår i släktet Loxosomella och familjen Loxosomatidae. Inga underarter finns listade i Catalogue of Life.